# SV Haslach
Der Sportverein 1911 Haslach im Kinzigtal e. V. ist ein deutscher Fußballverein mit Sitz in der baden-württembergischen Kleinstadt Haslach im Kinzigtal im Ortenaukreis.

## Geschichte

### Gründung bis Zweiter Weltkrieg
Der Verein wurde im November 1911 gegründet. Bedingt durch den Ausbruch des Ersten Weltkriegs kam der Spielbetrieb jedoch schnell wieder zum Erliegen. Erst im Februar 1919 ging es dann wieder los, jedoch konnte gleich der Bezirksmeistertitel eingefahren werden, damit durfte die Mannschaft dann auch in die A-Klasse aufsteigen. Über die Zeit danach bis zum Ende des Zweiten Weltkriegs ist nichts mehr bekannt.

### Nachkriegszeit
Nach dem Ende des Krieges gingen die Fußballer dann in einen größeren Sportverein auf, dem sich auch der ehemalige Turnverein anschloss. Im Jahr 1948 gelang dann mit der Verstärkung von ein paar Spielern aus Mainz auch der Aufstieg in die 2. Amateurliga. In der ersten Saison konnte man sich sogar gleich auf dem fünften Platz positionieren. Als die Spieler weg waren, stieg die Mannschaft aber auch prompt wieder ab. Der Wiederaufstieg sollte dann aber schon bald gelingen, nach der Saison 1955/56 gelang sogar die Qualifikation für die Aufstiegsrunde zur 1. Amateurliga Südbaden. Dort unterlag man jedoch dem VfB Gaggenau.

### Aufstieg in die 1. Amateurliga
Am Ende der Saison 1960/61 wurde die Mannschaft Meister der 2. Amateurliga. Bedingt dadurch, dass die jeweiligen Meister direkt aufsteigen durften, mussten die Haslacher nicht an einer Aufstiegsrunde teilnehmen und stiegen somit erstmals in die zu dieser Zeit drittklassige 1. Amateurliga auf. Die Spielzeit 1961/62 sollte dann aber auch die einzige in der dritten Liga werden, mit 19:41 Punkten musste die Mannschaft am Ende der Saison als Tabellenletzte direkt wieder hinunter. Nach der Saison 1969/70 ging es von der 2. Amateurliga dann aber wieder hinunter in die A-Klasse.

### 1970er bis 1990er Jahre
Nach der Saison 1971/72 gelang dann auch wieder die Rückkehr in die 2. Amateurliga. Nach einer Saison musste die Mannschaft dann jedoch relativ knapp wieder absteigen, es sollte auch die letzte Spielzeit in dieser Liga gewesen sein. Ab der Saison 1980/81 gehörte die Mannschaft durchweg bis zum Ende der Saison 1989/90 der Bezirksliga an. Danach ging es hinunter in die Kreisliga A Süd. Überraschenderweise gab es zum Anfang der 1990er Jahre eine Aufschwung und Mannschaft stieg zur Saison 1991/92 sogar bis in die Landesliga auf. In den weiteren Jahren konnte man sich in den vorderen Positionen der Landesliga etablieren. Später ging es dann jedoch wieder hinunter in die Bezirksliga und noch etwas später sogar in die A-Klasse.

### Heutige Zeit
In der Kreisliga A konnte man sich dann auch noch einige Jahre wieder halten, jedoch stand dann nach der Saison 2005/06 der Abstieg über den 15. Platz mit nur 27 Punkten an. Somit durfte die Mannschaft dann in der Saison 2006/07 in der untersten Spielklasse in der Region, der Kreisliga B antreten. Mit 44 Punkten gelang dann auch nur der sechste Platz. Erst nach der Saison 2009/10 konnte die Mannschaft als Meister mit 78 Punkten wieder in die Kreisliga A aufsteigen. Nach der Saison 2012/13 gelang dann mit 70 Punkten auch schließlich der zweite Platz und damit zur nächsten Saison die Rückkehr in die Bezirksliga. Hier konnte mit 40 Punkten über den 14. Platz auch die Klasse gehalten werden. In dieser Liga spielt die Mannschaft auch noch bis heute.